# Moraea graniticola
Moraea graniticola är en irisväxtart som beskrevs av Peter Goldblatt. Moraea graniticola ingår i släktet Moraea och familjen irisväxter. IUCN kategoriserar arten globalt som livskraftig.
Artens utbredningsområde är Namibia. Inga underarter finns listade i Catalogue of Life.